# Tour de Suisse féminin 2024
La 4e édition du Tour de Suisse féminin, a lieu du 15 au 18 juin 2024. Elle fait partie de l'UCI World Tour féminin.
Demi Vollering remporte la première étape en étant la plus rapide dans la montée finale. Elle s'impose le lendemain dans le contre-la-montre en côte. Sur la troisième étape, l'échappée de cinq coureuses conservent son avance. Dans le final, Katarzyna Niewiadoma et Neve Bradbury distancent leurs compagnons d'échappée. Cette dernière remporte l'étape. Demi Vollering se montre la plus rapide du groupe des favorites le dernier jour. Elle remporte ainsi l'épreuve et le classement par points. Neve Bradbury est deuxième, ainsi que meilleure jeune, Elisa Longo Borghini est troisième. Elise Chabbey est la meilleure grimpeuse et Canyon-SRAM la meilleure équipe.

## Présentation

### Parcours
Le parcours comprend des sections en commun avec celui masculin. La première courte étape escalade directement le Col de la Croix avant une longue descente et la montée finale vers Villars-sur-Ollon. Le lendemain, un contre-la-montre en côte de 15,7 km doit être décisif pour l'attribution de la victoire finale. La troisième étape est également montagneuse avec quatre ascensions : la Rue de Cremières, Thierrens, Orzens et Villars-Burquin. Cette dernière difficulté est située à treize kilomètres de la fin. La dernière étape comprend l'ascension du Col des Étroits au bout de vingt kilomètres avant celle de La Vue des Alpes à quarante kilomètres du but.

### Équipes
| UCI Women's WorldTeams (10)- SD Worx-Protime - Canyon-SRAM Racing - FDJ-Suez - Fenix-Deceuninck - Lidl-Trek - Liv AlUla Jayco - Roland - Team DSM-Firmenich PostNL - Team Visma \| Lease a Bike - UAE Team ADQ Équipes féminines continentales (7)- Ara-Skip Capital - Bepink-Bongioanni - Team BridgeLane - EF Education-Cannondale - St Michel-Mavic-Auber93 - Tashkent City Women Professional Cycling Team - VolkerWessels Équipe nationale- Suisse |
| |

## Étapes
| Étape     | Date    | Villes étapes                         | type                     | Distance (km) | Dénivelé (m) | Vainqueur d'étape | Leader du classement général |
| --------- | ------- | ------------------------------------- | ------------------------ | ------------- | ------------ | ----------------- | ---------------------------- |
| 1re étape | 15 juin | Villars-sur-Ollon – Villars-sur-Ollon | étape de montagne        | 58,6          | 1 530 m      | Demi Vollering    | Demi Vollering               |
| 2e étape  | 16 juin | Aigle – Villars-sur-Ollon             | contre-la-montre en côte | 15,7          | 865 m        | Demi Vollering    | Demi Vollering               |
| 3e étape  | 17 juin | Vevey – Champagne                     | étape vallonnée          | 125,6         | 1 993 m      | Neve Bradbury     | Demi Vollering               |
| 4e étape  | 18 juin | Champagne – Champagne                 | étape vallonnée          | 127,5         | 2 124 m      | Demi Vollering    | Demi Vollering               |

## Favorites
La vainqueur sortante, Marlen Reusser, malade, n'est pas au départ. Sa coéquipière Demi Vollering est la favorite. La Lidl-Trek avec Elisa Longo Borghini et Gaia Realini devrait lui faire concurrence. Canyon-SRAM avec Elise Chabbey, mais aussi Katarzyna Niewiadoma ou Antonia Niedermaier présentent une belle force collective. Cecilie Uttrup Ludwig, Evita Muzic, Juliette Labous et Kristen Faulkner sont les autres outsiders.

## Déroulement de la course

### 1reétape
L'étape est courte et montagneuse. D'emblée, le Col de la Croix est escaladé. Peu avant le sommet, Elise Chabbey sort seule. La SD Worx mène la poursuite puis décide de faire sortir Marie Schreiber pour faire travailler les autres équipes. Cela se révèle contre productif et l'avance d'Elise Chabbey atteint un peu moins de trois minutes. L'équipe reprend ainsi la poursuite dans la montée vers Villars-sur-Ollon. Chabbey est reprise juste avant la flamme rouge par Demi Vollering et Gaia Realini. Au dernier kilomètre, la Néerlandaise place une accélération pour aller s'imposer seule.
| \| Classement de l'étape \| Classement de l'étape \| Classement de l'étape \| Classement de l'étape \| Classement de l'étape \| \| Coureuse \| Coureuse \| Pays \| Équipe \| Temps \| \| --------------------- \| --------------------- \| --------------------- \| ------------------------- \| --------------------- \| \| 1re \| Demi Vollering \| Pays-Bas \| SD Worx-Protime \| 1 h 47 min 10 s \| \| 2e \| Gaia Realini \| Italie \| Lidl-Trek \| + 22 s \| \| 3e \| Elise Chabbey \| Suisse \| Canyon-SRAM Racing \| + 46 s \| \| 4e \| Elisa Longo Borghini \| Italie \| Lidl-Trek \| + 58 s \| \| 5e \| Kim Cadzow \| Nouvelle-Zélande \| EF Education-Cannondale \| + 1 min 03 s \| \| 6e \| Juliette Labous \| France \| Team dsm-firmenich PostNL \| + 1 min 17 s \| \| 7e \| Marion Bunel \| France \| St Michel-Mavic-Auber 93 \| + 1 min 17 s \| \| 8e \| Neve Bradbury \| Australie \| Canyon-SRAM Racing \| + 1 min 17 s \| \| 9e \| Urška Žigart \| Slovénie \| Liv AlUla Jayco \| + 1 min 17 s \| \| 10e \| Amanda Spratt \| Australie \| Lidl-Trek \| + 1 min 29 s \| |                      |                  |                           |                 |
| |                      |                  |                           |                 |
| |                      |                  |                           |                 |
| Classement de l'étape |                      |                  |                           |                 |
| Coureuse | Coureuse             | Pays             | Équipe                    | Temps           |
| 1re | Demi Vollering       | Pays-Bas         | SD Worx-Protime           | 1 h 47 min 10 s |
| 2e | Gaia Realini         | Italie           | Lidl-Trek                 | + 22 s          |
| 3e | Elise Chabbey        | Suisse           | Canyon-SRAM Racing        | + 46 s          |
| 4e | Elisa Longo Borghini | Italie           | Lidl-Trek                 | + 58 s          |
| 5e | Kim Cadzow           | Nouvelle-Zélande | EF Education-Cannondale   | + 1 min 03 s    |
| 6e | Juliette Labous      | France           | Team dsm-firmenich PostNL | + 1 min 17 s    |
| 7e | Marion Bunel         | France           | St Michel-Mavic-Auber 93  | + 1 min 17 s    |
| 8e | Neve Bradbury        | Australie        | Canyon-SRAM Racing        | + 1 min 17 s    |
| 9e | Urška Žigart         | Slovénie         | Liv AlUla Jayco           | + 1 min 17 s    |
| 10e | Amanda Spratt        | Australie        | Lidl-Trek                 | + 1 min 29 s    |

| \| Classement général \| Classement général \| Classement général \| Classement général \| Classement général \| \| Coureuse \| Coureuse \| Pays \| Équipe \| Temps \| \| ------------------ \| -------------------- \| ------------------ \| ------------------------- \| ------------------ \| \| 1re \| Demi Vollering \| Pays-Bas \| SD Worx-Protime \| 1 h 47 min 00 s \| \| 2e \| Gaia Realini \| Italie \| Lidl-Trek \| + 26 s \| \| 3e \| Elise Chabbey \| Suisse \| Canyon-SRAM Racing \| + 49 s \| \| 4e \| Elisa Longo Borghini \| Italie \| Lidl-Trek \| + 1 min 08 s \| \| 5e \| Kim Cadzow \| Nouvelle-Zélande \| EF Education-Cannondale \| + 1 min 13 s \| \| 6e \| Juliette Labous \| France \| Team dsm-firmenich PostNL \| + 1 min 27 s \| \| 7e \| Marion Bunel \| France \| St Michel-Mavic-Auber 93 \| + 1 min 27 s \| \| 8e \| Neve Bradbury \| Australie \| Canyon-SRAM Racing \| + 1 min 27 s \| \| 9e \| Urška Žigart \| Slovénie \| Liv AlUla Jayco \| + 1 min 27 s \| \| 10e \| Amanda Spratt \| Australie \| Lidl-Trek \| + 1 min 39 s \| |                      |                  |                           |                 |
| |                      |                  |                           |                 |
| |                      |                  |                           |                 |
| Classement général |                      |                  |                           |                 |
| Coureuse | Coureuse             | Pays             | Équipe                    | Temps           |
| 1re | Demi Vollering       | Pays-Bas         | SD Worx-Protime           | 1 h 47 min 00 s |
| 2e | Gaia Realini         | Italie           | Lidl-Trek                 | + 26 s          |
| 3e | Elise Chabbey        | Suisse           | Canyon-SRAM Racing        | + 49 s          |
| 4e | Elisa Longo Borghini | Italie           | Lidl-Trek                 | + 1 min 08 s    |
| 5e | Kim Cadzow           | Nouvelle-Zélande | EF Education-Cannondale   | + 1 min 13 s    |
| 6e | Juliette Labous      | France           | Team dsm-firmenich PostNL | + 1 min 27 s    |
| 7e | Marion Bunel         | France           | St Michel-Mavic-Auber 93  | + 1 min 27 s    |
| 8e | Neve Bradbury        | Australie        | Canyon-SRAM Racing        | + 1 min 27 s    |
| 9e | Urška Žigart         | Slovénie         | Liv AlUla Jayco           | + 1 min 27 s    |
| 10e | Amanda Spratt        | Australie        | Lidl-Trek                 | + 1 min 39 s    |

### 2eétape
Sur ce contre-la-montre en côte, Kristen Faulkner fait le premier temps de référence. Elle est devancée par Becky Storrie, qui est elle même battue par Brodie Chapman par plus de deux minutes. Antonia Niedermaier améliore cette marque. Juliette Labous effectue une première partie de parcours rapide, mais perd du temps sur la deuxième partie. Elle réalise néanmoins le meilleur temps, rapidement devancé par Kim Cadzow. Finalement, Elisa Longo Borghini effectue un meilleur temps. Demi Vollering s'élance en dernière. Elle est seulement troisième au premier intermédiaire, mais reprend du temps dans la montée pour remporter l'étape.
| \| Classement de l'étape \| Classement de l'étape \| Classement de l'étape \| Classement de l'étape \| Classement de l'étape \| \| Coureuse \| Coureuse \| Pays \| Équipe \| Temps \| \| --------------------- \| --------------------- \| --------------------- \| -------------------------- \| --------------------- \| \| 1re \| Demi Vollering \| Pays-Bas \| SD Worx-Protime \| 39 min 47 s \| \| 2e \| Elisa Longo Borghini \| Italie \| Lidl-Trek \| + 18 s \| \| 3e \| Kim Cadzow \| Nouvelle-Zélande \| EF Education-Cannondale \| + 26 s \| \| 4e \| Juliette Labous \| France \| Team dsm-firmenich PostNL \| + 47 s \| \| 5e \| Antonia Niedermaier \| Allemagne \| Canyon-SRAM Racing \| + 1 min 01 s \| \| 6e \| Gaia Realini \| Italie \| Lidl-Trek \| + 1 min 02 s \| \| 7e \| Brodie Chapman \| Australie \| Lidl-Trek \| + 1 min 24 s \| \| 8e \| Amanda Spratt \| Australie \| Lidl-Trek \| + 1 min 49 s \| \| 9e \| Neve Bradbury \| Australie \| Canyon-SRAM Racing \| + 2 min 18 s \| \| 10e \| Femke de Vries \| Pays-Bas \| Team Visma \\| Lease a Bike \| + 2 min 36 s \| |                      |                  |                            |              |
| |                      |                  |                            |              |
| |                      |                  |                            |              |
| Classement de l'étape |                      |                  |                            |              |
| Coureuse | Coureuse             | Pays             | Équipe                     | Temps        |
| 1re | Demi Vollering       | Pays-Bas         | SD Worx-Protime            | 39 min 47 s  |
| 2e | Elisa Longo Borghini | Italie           | Lidl-Trek                  | + 18 s       |
| 3e | Kim Cadzow           | Nouvelle-Zélande | EF Education-Cannondale    | + 26 s       |
| 4e | Juliette Labous      | France           | Team dsm-firmenich PostNL  | + 47 s       |
| 5e | Antonia Niedermaier  | Allemagne        | Canyon-SRAM Racing         | + 1 min 01 s |
| 6e | Gaia Realini         | Italie           | Lidl-Trek                  | + 1 min 02 s |
| 7e | Brodie Chapman       | Australie        | Lidl-Trek                  | + 1 min 24 s |
| 8e | Amanda Spratt        | Australie        | Lidl-Trek                  | + 1 min 49 s |
| 9e | Neve Bradbury        | Australie        | Canyon-SRAM Racing         | + 2 min 18 s |
| 10e | Femke de Vries       | Pays-Bas         | Team Visma \| Lease a Bike | + 2 min 36 s |

| \| Classement général \| Classement général \| Classement général \| Classement général \| Classement général \| \| Coureuse \| Coureuse \| Pays \| Équipe \| Temps \| \| ------------------ \| -------------------- \| ------------------ \| ------------------------- \| ------------------ \| \| 1re \| Demi Vollering \| Pays-Bas \| SD Worx-Protime \| 2 h 26 min 47 s \| \| 2e \| Elisa Longo Borghini \| Italie \| Lidl-Trek \| + 1 min 26 s \| \| 3e \| Gaia Realini \| Italie \| Lidl-Trek \| + 1 min 28 s \| \| 4e \| Kim Cadzow \| Nouvelle-Zélande \| EF Education-Cannondale \| + 1 min 39 s \| \| 5e \| Juliette Labous \| France \| Team dsm-firmenich PostNL \| + 2 min 14 s \| \| 6e \| Antonia Niedermaier \| Allemagne \| Canyon-SRAM Racing \| + 2 min 40 s \| \| 7e \| Amanda Spratt \| Australie \| Lidl-Trek \| + 3 min 28 s \| \| 8e \| Brodie Chapman \| Australie \| Lidl-Trek \| + 3 min 41 s \| \| 9e \| Neve Bradbury \| Australie \| Canyon-SRAM Racing \| + 3 min 45 s \| \| 10e \| Elise Chabbey \| Suisse \| Canyon-SRAM Racing \| + 4 min 13 s \| |                      |                  |                           |                 |
| |                      |                  |                           |                 |
| |                      |                  |                           |                 |
| Classement général |                      |                  |                           |                 |
| Coureuse | Coureuse             | Pays             | Équipe                    | Temps           |
| 1re | Demi Vollering       | Pays-Bas         | SD Worx-Protime           | 2 h 26 min 47 s |
| 2e | Elisa Longo Borghini | Italie           | Lidl-Trek                 | + 1 min 26 s    |
| 3e | Gaia Realini         | Italie           | Lidl-Trek                 | + 1 min 28 s    |
| 4e | Kim Cadzow           | Nouvelle-Zélande | EF Education-Cannondale   | + 1 min 39 s    |
| 5e | Juliette Labous      | France           | Team dsm-firmenich PostNL | + 2 min 14 s    |
| 6e | Antonia Niedermaier  | Allemagne        | Canyon-SRAM Racing        | + 2 min 40 s    |
| 7e | Amanda Spratt        | Australie        | Lidl-Trek                 | + 3 min 28 s    |
| 8e | Brodie Chapman       | Australie        | Lidl-Trek                 | + 3 min 41 s    |
| 9e | Neve Bradbury        | Australie        | Canyon-SRAM Racing        | + 3 min 45 s    |
| 10e | Elise Chabbey        | Suisse           | Canyon-SRAM Racing        | + 4 min 13 s    |

### 3eétape
Une échappée éphémère se forme. Une fois reprise, Élise Chabbey prend les points de la montagne. À cent-deux kilomètres de l'arrivée, dans la deuxième difficulté de la journée, Elena Pirrone et Neve Bradbury sortent. Dans la montée, Femke de Vries, Amanda Spratt et Katarzyna Niewiadoma opèrent la jonction. Leur avance atteint trois minutes. Dans la montée finale, Bradbury et Niewiadoma, toutes deux de l'équipe Canyon-SRAM, distancent leurs compagnons d'échappée. Derrière, Elisa Longo Borghini, Gaia Realini, Kim Cadzow et Demi Vollering s'isolent du reste du peloton. Niewiadoma laisse à sa coéquipière la victoire. Les favorites arrivent plus de deux minutes plus tard et Neve Bradbury remonte à la deuxième place du classement général.
| \| Classement de l'étape \| Classement de l'étape \| Classement de l'étape \| Classement de l'étape \| Classement de l'étape \| \| Coureuse \| Coureuse \| Pays \| Équipe \| Temps \| \| --------------------- \| --------------------- \| --------------------- \| -------------------------- \| --------------------- \| \| 1re \| Neve Bradbury \| Australie \| Canyon-SRAM Racing \| 3 h 16 min 36 s \| \| 2e \| Katarzyna Niewiadoma \| Pologne \| Canyon-SRAM Racing \| + 0 s \| \| 3e \| Femke de Vries \| Pays-Bas \| Team Visma \\| Lease a Bike \| + 1 min 55 s \| \| 4e \| Amanda Spratt \| Australie \| Lidl-Trek \| + 1 min 55 s \| \| 5e \| Elisa Longo Borghini \| Italie \| Lidl-Trek \| + 2 min 11 s \| \| 6e \| Demi Vollering \| Pays-Bas \| SD Worx-Protime \| + 2 min 11 s \| \| 7e \| Gaia Realini \| Italie \| Lidl-Trek \| + 2 min 11 s \| \| 8e \| Kim Cadzow \| Nouvelle-Zélande \| EF Education-Cannondale \| + 2 min 11 s \| \| 9e \| Elena Pirrone \| Italie \| Roland \| + 2 min 49 s \| \| 10e \| Brodie Chapman \| Australie \| Lidl-Trek \| + 2 min 53 s \| |                      |                  |                            |                 |
| |                      |                  |                            |                 |
| |                      |                  |                            |                 |
| Classement de l'étape |                      |                  |                            |                 |
| Coureuse | Coureuse             | Pays             | Équipe                     | Temps           |
| 1re | Neve Bradbury        | Australie        | Canyon-SRAM Racing         | 3 h 16 min 36 s |
| 2e | Katarzyna Niewiadoma | Pologne          | Canyon-SRAM Racing         | + 0 s           |
| 3e | Femke de Vries       | Pays-Bas         | Team Visma \| Lease a Bike | + 1 min 55 s    |
| 4e | Amanda Spratt        | Australie        | Lidl-Trek                  | + 1 min 55 s    |
| 5e | Elisa Longo Borghini | Italie           | Lidl-Trek                  | + 2 min 11 s    |
| 6e | Demi Vollering       | Pays-Bas         | SD Worx-Protime            | + 2 min 11 s    |
| 7e | Gaia Realini         | Italie           | Lidl-Trek                  | + 2 min 11 s    |
| 8e | Kim Cadzow           | Nouvelle-Zélande | EF Education-Cannondale    | + 2 min 11 s    |
| 9e | Elena Pirrone        | Italie           | Roland                     | + 2 min 49 s    |
| 10e | Brodie Chapman       | Australie        | Lidl-Trek                  | + 2 min 53 s    |

| \| Classement général \| Classement général \| Classement général \| Classement général \| Classement général \| \| Coureuse \| Coureuse \| Pays \| Équipe \| Temps \| \| ------------------ \| -------------------- \| ------------------ \| -------------------------- \| ------------------ \| \| 1re \| Demi Vollering \| Pays-Bas \| SD Worx-Protime \| 5 h 45 min 34 s \| \| 2e \| Neve Bradbury \| Australie \| Canyon-SRAM Racing \| + 1 min 22 s \| \| 3e \| Elisa Longo Borghini \| Italie \| Lidl-Trek \| + 1 min 26 s \| \| 4e \| Gaia Realini \| Italie \| Lidl-Trek \| + 1 min 28 s \| \| 5e \| Kim Cadzow \| Nouvelle-Zélande \| EF Education-Cannondale \| + 1 min 39 s \| \| 6e \| Katarzyna Niewiadoma \| Pologne \| Canyon-SRAM Racing \| + 2 min 14 s \| \| 7e \| Juliette Labous \| France \| Team dsm-firmenich PostNL \| + 2 min 56 s \| \| 8e \| Amanda Spratt \| Australie \| Lidl-Trek \| + 3 min 11 s \| \| 9e \| Antonia Niedermaier \| Allemagne \| Canyon-SRAM Racing \| + 3 min 22 s \| \| 10e \| Femke de Vries \| Pays-Bas \| Team Visma \\| Lease a Bike \| + 4 min 11 s \| |                      |                  |                            |                 |
| |                      |                  |                            |                 |
| |                      |                  |                            |                 |
| Classement général |                      |                  |                            |                 |
| Coureuse | Coureuse             | Pays             | Équipe                     | Temps           |
| 1re | Demi Vollering       | Pays-Bas         | SD Worx-Protime            | 5 h 45 min 34 s |
| 2e | Neve Bradbury        | Australie        | Canyon-SRAM Racing         | + 1 min 22 s    |
| 3e | Elisa Longo Borghini | Italie           | Lidl-Trek                  | + 1 min 26 s    |
| 4e | Gaia Realini         | Italie           | Lidl-Trek                  | + 1 min 28 s    |
| 5e | Kim Cadzow           | Nouvelle-Zélande | EF Education-Cannondale    | + 1 min 39 s    |
| 6e | Katarzyna Niewiadoma | Pologne          | Canyon-SRAM Racing         | + 2 min 14 s    |
| 7e | Juliette Labous      | France           | Team dsm-firmenich PostNL  | + 2 min 56 s    |
| 8e | Amanda Spratt        | Australie        | Lidl-Trek                  | + 3 min 11 s    |
| 9e | Antonia Niedermaier  | Allemagne        | Canyon-SRAM Racing         | + 3 min 22 s    |
| 10e | Femke de Vries       | Pays-Bas         | Team Visma \| Lease a Bike | + 4 min 11 s    |

### 4eétape
Dans la première montée du jour, Lidl-Trek impose un rythme élevé. Dans la descente, Urška Žigart sort avec  Nienke Vinke. Elles obtiennent deux minutes d'avance. À soixante-dix-sept kilomètres de la ligne, un groupe de poursuite se constitue avec : Antonia Niedermaier, Niamh Fisher-Black, Évita Muzic, Brodie Chapman, Rosita Reijnhout, Steffi Häberlin, puis Juliette Labous. Elles reprennent le duo de tête. La dernière montée du jour est La Vue des Alpes, Niedermaier, Fisher-Black et Labous y distancent le reste de l'échappée. Žigart revient par la suite. Derrière, Gaia Realini opère une sélection dans le peloton. Longo Borghini, Niewiadoma, Bradbury, Vollering et Cadzow s'isolent. Cette dernière chute dans la deuxième descente. Les favorites reviennent sur le groupe de tête à douze kilomètres de la fin. Niewiadoma place une attaque, sans succès. Bradbury contre. Vollering ne laisse pas partir et la victoire se dispute au sprint. À ce jeu là, la Néerlandaise se montre la plus véloce.
| \| Classement de l'étape \| Classement de l'étape \| Classement de l'étape \| Classement de l'étape \| Classement de l'étape \| \| Coureuse \| Coureuse \| Pays \| Équipe \| Temps \| \| --------------------- \| --------------------- \| --------------------- \| -------------------------- \| --------------------- \| \| 1re \| Demi Vollering \| Pays-Bas \| SD Worx-Protime \| 3 h 17 min 53 s \| \| 2e \| Elisa Longo Borghini \| Italie \| Lidl-Trek \| + 0 s \| \| 3e \| Neve Bradbury \| Australie \| Canyon-SRAM Racing \| + 0 s \| \| 4e \| Katarzyna Niewiadoma \| Pologne \| Canyon-SRAM Racing \| + 0 s \| \| 5e \| Steffi Häberlin \| Suisse \| Suisse \| + 42 s \| \| 6e \| Évita Muzic \| France \| FDJ-Suez \| + 42 s \| \| 7e \| Juliette Labous \| France \| Team dsm-firmenich PostNL \| + 42 s \| \| 8e \| Niamh Fisher-Black \| Nouvelle-Zélande \| SD Worx-Protime \| + 42 s \| \| 9e \| Rosita Reijnhout \| Pays-Bas \| Team Visma \\| Lease a Bike \| + 42 s \| \| 10e \| Urška Žigart \| Slovénie \| Liv AlUla Jayco \| + 42 s \| |                      |                  |                            |                 |
| |                      |                  |                            |                 |
| |                      |                  |                            |                 |
| Classement de l'étape |                      |                  |                            |                 |
| Coureuse | Coureuse             | Pays             | Équipe                     | Temps           |
| 1re | Demi Vollering       | Pays-Bas         | SD Worx-Protime            | 3 h 17 min 53 s |
| 2e | Elisa Longo Borghini | Italie           | Lidl-Trek                  | + 0 s           |
| 3e | Neve Bradbury        | Australie        | Canyon-SRAM Racing         | + 0 s           |
| 4e | Katarzyna Niewiadoma | Pologne          | Canyon-SRAM Racing         | + 0 s           |
| 5e | Steffi Häberlin      | Suisse           | Suisse                     | + 42 s          |
| 6e | Évita Muzic          | France           | FDJ-Suez                   | + 42 s          |
| 7e | Juliette Labous      | France           | Team dsm-firmenich PostNL  | + 42 s          |
| 8e | Niamh Fisher-Black   | Nouvelle-Zélande | SD Worx-Protime            | + 42 s          |
| 9e | Rosita Reijnhout     | Pays-Bas         | Team Visma \| Lease a Bike | + 42 s          |
| 10e | Urška Žigart         | Slovénie         | Liv AlUla Jayco            | + 42 s          |

## Classements finals

### Classement général final
| \| Classement général \| Classement général \| Classement général \| Classement général \| Classement général \| \| Coureuse \| Coureuse \| Pays \| Équipe \| Temps \| \| ------------------ \| -------------------- \| ------------------ \| ------------------------- \| ------------------ \| \| 1re \| Demi Vollering \| Pays-Bas \| SD Worx-Protime \| 9 h 03 min 17 s \| \| 2e \| Neve Bradbury \| Australie \| Canyon-SRAM Racing \| + 1 min 28 s \| \| 3e \| Elisa Longo Borghini \| Italie \| Lidl-Trek \| + 1 min 30 s \| \| 4e \| Katarzyna Niewiadoma \| Pologne \| Canyon-SRAM Racing \| + 2 min 24 s \| \| 5e \| Juliette Labous \| France \| Team dsm-firmenich PostNL \| + 3 min 47 s \| \| 6e \| Antonia Niedermaier \| Allemagne \| Canyon-SRAM Racing \| + 4 min 11 s \| \| 7e \| Gaia Realini \| Italie \| Lidl-Trek \| + 5 min 33 s \| \| 8e \| Kim Cadzow \| Nouvelle-Zélande \| EF Education-Cannondale \| + 5 min 44 s \| \| 9e \| Urška Žigart \| Slovénie \| Liv AlUla Jayco \| + 6 min 00 s \| \| 10e \| Évita Muzic \| France \| FDJ-Suez \| + 6 min 49 s \| |                      |                  |                           |                 |
| |                      |                  |                           |                 |
| Source : ProCyclingStats |                      |                  |                           |                 |
| Classement général |                      |                  |                           |                 |
| Coureuse | Coureuse             | Pays             | Équipe                    | Temps           |
| 1re | Demi Vollering       | Pays-Bas         | SD Worx-Protime           | 9 h 03 min 17 s |
| 2e | Neve Bradbury        | Australie        | Canyon-SRAM Racing        | + 1 min 28 s    |
| 3e | Elisa Longo Borghini | Italie           | Lidl-Trek                 | + 1 min 30 s    |
| 4e | Katarzyna Niewiadoma | Pologne          | Canyon-SRAM Racing        | + 2 min 24 s    |
| 5e | Juliette Labous      | France           | Team dsm-firmenich PostNL | + 3 min 47 s    |
| 6e | Antonia Niedermaier  | Allemagne        | Canyon-SRAM Racing        | + 4 min 11 s    |
| 7e | Gaia Realini         | Italie           | Lidl-Trek                 | + 5 min 33 s    |
| 8e | Kim Cadzow           | Nouvelle-Zélande | EF Education-Cannondale   | + 5 min 44 s    |
| 9e | Urška Žigart         | Slovénie         | Liv AlUla Jayco           | + 6 min 00 s    |
| 10e | Évita Muzic          | France           | FDJ-Suez                  | + 6 min 49 s    |

### Points UCI
| Position                  | 1er | 2e  | 3e  | 4e  | 5e  | 6e  | 7e  | 8e  | 9e | 10e | 11e | 12e | 13e | 14e | 15e | 16e à 20e | 21e à 30e | 31e à 40e |  |  |
| Classement général        | 400 | 320 | 260 | 220 | 180 | 140 | 120 | 100 | 80 | 68  | 56  | 48  | 40  | 32  | 28  | 24        | 16        | 8         |  |  |
| Étapes et demi-étapes     | 50  | 40  | 30  | 25  | 20  | 18  | 15  | 10  | 8  | 6   |     |     |     |     |     |           |           |           |  |  |
| Port du maillot de leader | 8   |     |     |     |     |     |     |     |    |     |     |     |     |     |     |           |           |           |  |  |

### Classements annexes
| Classement par points | Classement par points | Classement par points | Classement par points      | Classement par points |
| Coureuse              | Coureuse              | Pays                  | Équipe                     | Points                |
| --------------------- | --------------------- | --------------------- | -------------------------- | --------------------- |
| 1re                   | Demi Vollering        | Pays-Bas              | SD Worx-Protime            | 36 pts                |
| 2e                    | Elisa Longo Borghini  | Italie                | Lidl-Trek                  | 22 pts                |
| 3e                    | Neve Bradbury         | Australie             | Canyon-SRAM Racing         | 20 pts                |
| 4e                    | Katarzyna Niewiadoma  | Pologne               | Canyon-SRAM Racing         | 12 pts                |
| 5e                    | Femke de Vries        | Pays-Bas              | Team Visma \| Lease a Bike | 10 pts                |
| 6e                    | Elise Chabbey         | Suisse                | Canyon-SRAM Racing         | 10 pts                |
| 7e                    | Gaia Realini          | Italie                | Lidl-Trek                  | 8 pts                 |
| 8e                    | Kim Cadzow            | Nouvelle-Zélande      | EF Education-Cannondale    | 8 pts                 |
| 9e                    | Antonia Niedermaier   | Allemagne             | Canyon-SRAM Racing         | 6 pts                 |
| 10e                   | Juliette Labous       | France                | Team dsm-firmenich PostNL  | 5 pts                 |

| Classement par points | Classement par points | Classement par points | Classement par points      | Classement par points |
| Coureuse              | Coureuse              | Pays                  | Équipe                     | Points                |
| --------------------- | --------------------- | --------------------- | -------------------------- | --------------------- |
| 1re                   | Demi Vollering        | Pays-Bas              | SD Worx-Protime            | 36 pts                |
| 2e                    | Elisa Longo Borghini  | Italie                | Lidl-Trek                  | 22 pts                |
| 3e                    | Neve Bradbury         | Australie             | Canyon-SRAM Racing         | 20 pts                |
| 4e                    | Katarzyna Niewiadoma  | Pologne               | Canyon-SRAM Racing         | 12 pts                |
| 5e                    | Femke de Vries        | Pays-Bas              | Team Visma \| Lease a Bike | 10 pts                |
| 6e                    | Elise Chabbey         | Suisse                | Canyon-SRAM Racing         | 10 pts                |
| 7e                    | Gaia Realini          | Italie                | Lidl-Trek                  | 8 pts                 |
| 8e                    | Kim Cadzow            | Nouvelle-Zélande      | EF Education-Cannondale    | 8 pts                 |
| 9e                    | Antonia Niedermaier   | Allemagne             | Canyon-SRAM Racing         | 6 pts                 |
| 10e                   | Juliette Labous       | France                | Team dsm-firmenich PostNL  | 5 pts                 |

| Classement de la montagne | Classement de la montagne | Classement de la montagne | Classement de la montagne  | Classement de la montagne |
| Coureuse                  | Coureuse                  | Pays                      | Équipe                     | Points                    |
| ------------------------- | ------------------------- | ------------------------- | -------------------------- | ------------------------- |
| 1re                       | Elise Chabbey             | Suisse                    | Canyon-SRAM Racing         | 24 pts                    |
| 2e                        | Gaia Realini              | Italie                    | Lidl-Trek                  | 18 pts                    |
| 3e                        | Antonia Niedermaier       | Allemagne                 | Canyon-SRAM Racing         | 9 pts                     |
| 4e                        | Demi Vollering            | Pays-Bas                  | SD Worx-Protime            | 9 pts                     |
| 5e                        | Neve Bradbury             | Australie                 | Canyon-SRAM Racing         | 7 pts                     |
| 6e                        | Katarzyna Niewiadoma      | Pologne                   | Canyon-SRAM Racing         | 6 pts                     |
| 7e                        | Femke de Vries            | Pays-Bas                  | Team Visma \| Lease a Bike | 4 pts                     |
| 8e                        | Elisa Longo Borghini      | Italie                    | Lidl-Trek                  | 4 pts                     |
| 9e                        | Kim Cadzow                | Nouvelle-Zélande          | EF Education-Cannondale    | 3 pts                     |
| 10e                       | Amanda Spratt             | Australie                 | Lidl-Trek                  | 3 pts                     |

| Classement de la montagne | Classement de la montagne | Classement de la montagne | Classement de la montagne  | Classement de la montagne |
| Coureuse                  | Coureuse                  | Pays                      | Équipe                     | Points                    |
| ------------------------- | ------------------------- | ------------------------- | -------------------------- | ------------------------- |
| 1re                       | Elise Chabbey             | Suisse                    | Canyon-SRAM Racing         | 24 pts                    |
| 2e                        | Gaia Realini              | Italie                    | Lidl-Trek                  | 18 pts                    |
| 3e                        | Antonia Niedermaier       | Allemagne                 | Canyon-SRAM Racing         | 9 pts                     |
| 4e                        | Demi Vollering            | Pays-Bas                  | SD Worx-Protime            | 9 pts                     |
| 5e                        | Neve Bradbury             | Australie                 | Canyon-SRAM Racing         | 7 pts                     |
| 6e                        | Katarzyna Niewiadoma      | Pologne                   | Canyon-SRAM Racing         | 6 pts                     |
| 7e                        | Femke de Vries            | Pays-Bas                  | Team Visma \| Lease a Bike | 4 pts                     |
| 8e                        | Elisa Longo Borghini      | Italie                    | Lidl-Trek                  | 4 pts                     |
| 9e                        | Kim Cadzow                | Nouvelle-Zélande          | EF Education-Cannondale    | 3 pts                     |
| 10e                       | Amanda Spratt             | Australie                 | Lidl-Trek                  | 3 pts                     |

| Classement du meilleur jeune | Classement du meilleur jeune | Classement du meilleur jeune | Classement du meilleur jeune | Classement du meilleur jeune |
| Coureuse                     | Coureuse                     | Pays                         | Équipe                       | Temps                        |
| ---------------------------- | ---------------------------- | ---------------------------- | ---------------------------- | ---------------------------- |
| 1re                          | Neve Bradbury                | Australie                    | Canyon-SRAM Racing           | 9 h 04 min 45 s              |
| 2e                           | Antonia Niedermaier          | Allemagne                    | Canyon-SRAM Racing           | + 2 min 43 s                 |
| 3e                           | Gaia Realini                 | Italie                       | Lidl-Trek                    | + 4 min 05 s                 |
| 4e                           | Kim Cadzow                   | Nouvelle-Zélande             | EF Education-Cannondale      | + 4 min 16 s                 |
| 5e                           | Évita Muzic                  | France                       | FDJ-Suez                     | + 5 min 21 s                 |
| 6e                           | Nienke Vinke                 | Pays-Bas                     | Team dsm-firmenich PostNL    | + 8 min 31 s                 |
| 7e                           | Monica Trinca Colonel        | Italie                       | Bepink-Bongioanni            | + 8 min 33 s                 |
| 8e                           | Rosita Reijnhout             | Pays-Bas                     | Team Visma \| Lease a Bike   | + 10 min 22 s                |
| 9e                           | Marion Bunel                 | France                       | St Michel-Mavic-Auber 93     | + 10 min 47 s                |
| 10e                          | Inge van der Heijden         | Pays-Bas                     | Fenix-Deceuninck             | + 11 min 12 s                |

| Classement du meilleur jeune | Classement du meilleur jeune | Classement du meilleur jeune | Classement du meilleur jeune | Classement du meilleur jeune |
| Coureuse                     | Coureuse                     | Pays                         | Équipe                       | Temps                        |
| ---------------------------- | ---------------------------- | ---------------------------- | ---------------------------- | ---------------------------- |
| 1re                          | Neve Bradbury                | Australie                    | Canyon-SRAM Racing           | 9 h 04 min 45 s              |
| 2e                           | Antonia Niedermaier          | Allemagne                    | Canyon-SRAM Racing           | + 2 min 43 s                 |
| 3e                           | Gaia Realini                 | Italie                       | Lidl-Trek                    | + 4 min 05 s                 |
| 4e                           | Kim Cadzow                   | Nouvelle-Zélande             | EF Education-Cannondale      | + 4 min 16 s                 |
| 5e                           | Évita Muzic                  | France                       | FDJ-Suez                     | + 5 min 21 s                 |
| 6e                           | Nienke Vinke                 | Pays-Bas                     | Team dsm-firmenich PostNL    | + 8 min 31 s                 |
| 7e                           | Monica Trinca Colonel        | Italie                       | Bepink-Bongioanni            | + 8 min 33 s                 |
| 8e                           | Rosita Reijnhout             | Pays-Bas                     | Team Visma \| Lease a Bike   | + 10 min 22 s                |
| 9e                           | Marion Bunel                 | France                       | St Michel-Mavic-Auber 93     | + 10 min 47 s                |
| 10e                          | Inge van der Heijden         | Pays-Bas                     | Fenix-Deceuninck             | + 11 min 12 s                |

## Évolution des classements
| Étape              |                          | Vainqueur _    | Classement général | Classement par points | Meilleure grimpeuse | Meilleure jeune | Meilleure équipe _ |
| ------------------ | ------------------------ | -------------- | ------------------ | --------------------- | ------------------- | --------------- | ------------------ |
| 1re étape          | étape de montagne        | Demi Vollering | Demi Vollering     | Demi Vollering        | Elise Chabbey       | Gaia Realini    | Lidl-Trek          |
| 2e étape           | contre-la-montre en côte | Demi Vollering | Demi Vollering     | Demi Vollering        | Elise Chabbey       | Gaia Realini    | Lidl-Trek          |
| 3e étape           | étape vallonnée          | Neve Bradbury  | Demi Vollering     | Demi Vollering        | Elise Chabbey       | Neve Bradbury   | Lidl-Trek          |
| 4e étape           | étape vallonnée          | Demi Vollering | Demi Vollering     | Demi Vollering        | Elise Chabbey       | Neve Bradbury   | Canyon-SRAM Racing |
| Classements finals | Classements finals       |                | Demi Vollering     | Demi Vollering        | Elise Chabbey       | Neve Bradbury   | Canyon-SRAM Racing |

## Liste des participantes
| SD Worx-Protime SDW | SD Worx-Protime SDW               | SD Worx-Protime SDW |
| ------------------- | --------------------------------- | ------------------- |
| Num                 | Coureuse                          | Pos                 |
| 1                   | Demi Vollering (NED) (route)      | 1re                 |
| 2                   | Mischa Bredewold (NED) (route)    | 47e                 |
| 3                   | Femke Gerritse (NED)              | 60e                 |
| 4                   | Marie Schreiber (LUX)             | 39e                 |
| 5                   | Chantal van den Broek-Blaak (NED) | 59e                 |
| 6                   | Niamh Fisher-Black (NZL)          | 29e                 |

| Canyon-SRAM Racing CSR | Canyon-SRAM Racing CSR                  | Canyon-SRAM Racing CSR |
| ---------------------- | --------------------------------------- | ---------------------- |
| Num                    | Coureuse                                | Pos                    |
| 11                     | Elise Chabbey (SUI)                     | 14e                    |
| 12                     | Justyna Czapla (GER)                    | AB-4                   |
| 13                     | Neve Bradbury (AUS)                     | 2e                     |
| 14                     | Katarzyna Niewiadoma (POL)              | 4e                     |
| 15                     | Antonia Niedermaier (GER)               | 6e                     |
| 16                     | Agnieszka Skalniak-Sójka (POL) (chrono) | AB-4                   |

| FDJ-Suez FST | FDJ-Suez FST                | FDJ-Suez FST |
| ------------ | --------------------------- | ------------ |
| Num          | Coureuse                    | Pos          |
| 21           | Cecilie Uttrup Ludwig (DEN) | AB-3         |
| 22           | Nina Buysman (NED)          | 48e          |
| 23           | Amber Kraak (NED)           | 28e          |
| 24           | Évita Muzic (FRA)           | 10e          |
| 25           | Jade Wiel (FRA)             | AB-4         |

| Fenix-Deceuninck FED | Fenix-Deceuninck FED          | Fenix-Deceuninck FED |
| -------------------- | ----------------------------- | -------------------- |
| Num                  | Coureuse                      | Pos                  |
| 31                   | Yara Kastelijn (NED)          | 17e                  |
| 32                   | Christina Schweinberger (AUT) | 40e                  |
| 33                   | Petra Stiasny (SUI)           | 42e                  |
| 34                   | Aniek van Alphen (NED)        | 45e                  |
| 35                   | Inge van der Heijden (NED)    | 23e                  |
| 36                   | Annemarie Worst (NED)         | 54e                  |

| Lidl-Trek LTK | Lidl-Trek LTK                                | Lidl-Trek LTK |
| ------------- | -------------------------------------------- | ------------- |
| Num           | Coureuse                                     | Pos           |
| 41            | Elisa Longo Borghini (ITA) (route et chrono) | 3e            |
| 42            | Elynor Bäckstedt (GBR)                       | AB-4          |
| 43            | Brodie Chapman (AUS)                         | 11e           |
| 44            | Gaia Realini (ITA)                           | 7e            |
| 45            | Amanda Spratt (AUS)                          | 12e           |
| 46            | Felicity Wilson-Haffenden (AUS)              | HD-1          |

| Liv AlUla Jayco LAJ | Liv AlUla Jayco LAJ         | Liv AlUla Jayco LAJ |
| ------------------- | --------------------------- | ------------------- |
| Num                 | Coureuse                    | Pos                 |
| 51                  | Caroline Andersson (SWE)    | 25e                 |
| 52                  | Ingvild Gåskjenn (NOR)      | 19e                 |
| 53                  | Jeanne Korevaar (NED)       | 63e                 |
| 54                  | Amber Pate (AUS)            | 35e                 |
| 55                  | Quinty Ton (NED)            | 38e                 |
| 56                  | Urška Žigart (SLO) (chrono) | 9e                  |

| Roland CGS | Roland CGS                      | Roland CGS |
| ---------- | ------------------------------- | ---------- |
| Num        | Coureuse                        | Pos        |
| 61         | Anna Kiesenhofer (AUT) (chrono) | AB-3       |
| 64         | Elena Hartmann (SUI) (chrono)   | 26e        |
| 65         | Elena Pirrone (ITA)             | 32e        |
| 66         | Giorgia Vettorello (ITA)        | AB-4       |

| Team dsm-firmenich PostNL DFP | Team dsm-firmenich PostNL DFP | Team dsm-firmenich PostNL DFP |
| ----------------------------- | ----------------------------- | ----------------------------- |
| Num                           | Coureuse                      | Pos                           |
| 71                            | Juliette Labous (FRA)         | 5e                            |
| 72                            | Eleonora Ciabocco (ITA)       | 36e                           |
| 73                            | Francesca Barale (ITA)        | AB-3                          |
| 74                            | Églantine Rayer (FRA)         | 56e                           |
| 75                            | Becky Storrie (GBR)           | 41e                           |
| 76                            | Nienke Vinke (NED)            | 15e                           |

| Team Visma \| Lease a Bike TVL | Team Visma \| Lease a Bike TVL | Team Visma \| Lease a Bike TVL |
| ------------------------------ | ------------------------------ | ------------------------------ |
| Num                            | Coureuse                       | Pos                            |
| 81                             | Fem van Empel (NED)            | 24e                            |
| 82                             | Carlijn Achtereekte (NED)      | 53e                            |
| 83                             | Femke de Vries (NED)           | 13e                            |
| 84                             | Rosita Reijnhout (NED)         | 18e                            |
| 85                             | Margaux Vigié (FRA)            | AB-4                           |
| 86                             | Sophie von Berswordt (NED)     | 46e                            |

| UAE Team ADQ UAD | UAE Team ADQ UAD                | UAE Team ADQ UAD |
| ---------------- | ------------------------------- | ---------------- |
| Num              | Coureuse                        | Pos              |
| 92               | Mikayla Harvey (NZL)            | AB-3             |
| 93               | Elizabeth Holden (GBR) (chrono) | 50e              |
| 94               | Alena Ivanchenko (RUS)          | 37e              |
| 95               | Erica Magnaldi (ITA)            | 20e              |
| 96               | Dominika Włodarczyk (POL)       | AB-4             |

| Ara-Skip Capital ARA | Ara-Skip Capital ARA           | Ara-Skip Capital ARA |
| -------------------- | ------------------------------ | -------------------- |
| Num                  | Coureuse                       | Pos                  |
| 101                  | Lucie Fityus (AUS)             | HD-2                 |
| 102                  | Isabelle Carnes (AUS) (chrono) | AB-1                 |
| 103                  | Sophie Marr (AUS)              | AB-3                 |
| 104                  | Ella Simpson (AUS)             | 51e                  |
| 106                  | Rachael Wales (AUS)            | 65e                  |

| Bepink-Bongioanni BPK | Bepink-Bongioanni BPK       | Bepink-Bongioanni BPK |
| --------------------- | --------------------------- | --------------------- |
| Num                   | Coureuse                    | Pos                   |
| 111                   | Andrea Casagranda (ITA)     | 61e                   |
| 113                   | Angela Oro (ITA)            | HD-2                  |
| 114                   | Prisca Savi (ITA)           | HD-2                  |
| 115                   | Monica Trinca Colonel (ITA) | 16e                   |
| 116                   | Elisa Valtulini (ITA)       | 30e                   |

| Team BridgeLane TBL | Team BridgeLane TBL    | Team BridgeLane TBL |
| ------------------- | ---------------------- | ------------------- |
| Num                 | Coureuse               | Pos                 |
| 121                 | Talia Appleton (AUS)   | 62e                 |
| 122                 | Keely Bennett (AUS)    | HD-2                |
| 123                 | Haylee Fuller (AUS)    | AB-1                |
| 124                 | Lillee Pollock (AUS)   | HD-1                |
| 125                 | Matilda Raynolds (AUS) | HD-2                |
| 126                 | Gina Ricardo (AUS)     | 64e                 |

| EF Education-Cannondale EFC | EF Education-Cannondale EFC    | EF Education-Cannondale EFC |
| --------------------------- | ------------------------------ | --------------------------- |
| Num                         | Coureuse                       | Pos                         |
| 131                         | Noemi Rüegg (SUI)              | 34e                         |
| 133                         | Kim Cadzow (NZL)               | 8e                          |
| 134                         | Clara Emond (CAN)              | 27e                         |
| 135                         | Kristen Faulkner (USA) (route) | AB-3                        |
| 136                         | Nina Kessler (NED)             | 57e                         |

| St Michel-Mavic-Auber 93 AUB | St Michel-Mavic-Auber 93 AUB | St Michel-Mavic-Auber 93 AUB |
| ---------------------------- | ---------------------------- | ---------------------------- |
| Num                          | Coureuse                     | Pos                          |
| 141                          | Alison Avoine (FRA)          | HD-2                         |
| 142                          | Marion Bunel (FRA)           | 21e                          |
| 143                          | Camille Fahy (FRA)           | 52e                          |
| 144                          | Victorie Guilman (FRA)       | 33e                          |
| 145                          | Dilyxine Miermont (FRA)      | AB-3                         |
| 146                          | Elyne Roussel (FRA)          | HD-1                         |

| Tashkent City Women Professional Cycling Team TCW | Tashkent City Women Professional Cycling Team TCW | Tashkent City Women Professional Cycling Team TCW |
| ------------------------------------------------- | ------------------------------------------------- | ------------------------------------------------- |
| Num                                               | Coureuse                                          | Pos                                               |
| 151                                               | Olga Zabelinskaïa (UZB)                           | DQ-3                                              |
| 152                                               | Evgeniya Golotina (UZB)                           | HD-1                                              |
| 153                                               | Madina Kakhkhorova (UZB)                          | HD-1                                              |
| 154                                               | Nafosat Kozieva (UZB)                             | HD-1                                              |
| 155                                               | Margarita Misyurina (UZB)                         | HD-2                                              |
| 156                                               | Mohinabonu Elmurodova (UZB)                       | HD-2                                              |

| VolkerWessels VWT | VolkerWessels VWT           | VolkerWessels VWT |
| ----------------- | --------------------------- | ----------------- |
| Num               | Coureuse                    | Pos               |
| 161               | Valerie Demey (BEL)         | 58e               |
| 162               | Eline Jansen (NED)          | 31e               |
| 163               | Marieke Meert (BEL)         | 66e               |
| 164               | Sabrina Stultiens (NED)     | 43e               |
| 165               | Julia van Bokhoven (NED)    | HD-1              |
| 166               | Margot Vanpachtenbeke (BEL) | 49e               |

| Suisse SUI | Suisse SUI        | Suisse SUI |
| ---------- | ----------------- | ---------- |
| Num        | Coureuse          | Pos        |
| 171        | Jolanda Neff      | 44e        |
| 172        | Lea Fuchs         | HD-2       |
| 173        | Steffi Häberlin   | 22e        |
| 174        | Lorena Leu        | HD-1       |
| 175        | Jasmin Liechti    | 55e        |
| 176        | Larissa Tschenett | HD-2       |

| SD Worx-Protime SDW | SD Worx-Protime SDW               | SD Worx-Protime SDW |
| ------------------- | --------------------------------- | ------------------- |
| Num                 | Coureuse                          | Pos                 |
| 1                   | Demi Vollering (NED) (route)      | 1re                 |
| 2                   | Mischa Bredewold (NED) (route)    | 47e                 |
| 3                   | Femke Gerritse (NED)              | 60e                 |
| 4                   | Marie Schreiber (LUX)             | 39e                 |
| 5                   | Chantal van den Broek-Blaak (NED) | 59e                 |
| 6                   | Niamh Fisher-Black (NZL)          | 29e                 |

| Canyon-SRAM Racing CSR | Canyon-SRAM Racing CSR                  | Canyon-SRAM Racing CSR |
| ---------------------- | --------------------------------------- | ---------------------- |
| Num                    | Coureuse                                | Pos                    |
| 11                     | Elise Chabbey (SUI)                     | 14e                    |
| 12                     | Justyna Czapla (GER)                    | AB-4                   |
| 13                     | Neve Bradbury (AUS)                     | 2e                     |
| 14                     | Katarzyna Niewiadoma (POL)              | 4e                     |
| 15                     | Antonia Niedermaier (GER)               | 6e                     |
| 16                     | Agnieszka Skalniak-Sójka (POL) (chrono) | AB-4                   |

| FDJ-Suez FST | FDJ-Suez FST                | FDJ-Suez FST |
| ------------ | --------------------------- | ------------ |
| Num          | Coureuse                    | Pos          |
| 21           | Cecilie Uttrup Ludwig (DEN) | AB-3         |
| 22           | Nina Buysman (NED)          | 48e          |
| 23           | Amber Kraak (NED)           | 28e          |
| 24           | Évita Muzic (FRA)           | 10e          |
| 25           | Jade Wiel (FRA)             | AB-4         |

| Fenix-Deceuninck FED | Fenix-Deceuninck FED          | Fenix-Deceuninck FED |
| -------------------- | ----------------------------- | -------------------- |
| Num                  | Coureuse                      | Pos                  |
| 31                   | Yara Kastelijn (NED)          | 17e                  |
| 32                   | Christina Schweinberger (AUT) | 40e                  |
| 33                   | Petra Stiasny (SUI)           | 42e                  |
| 34                   | Aniek van Alphen (NED)        | 45e                  |
| 35                   | Inge van der Heijden (NED)    | 23e                  |
| 36                   | Annemarie Worst (NED)         | 54e                  |

| Lidl-Trek LTK | Lidl-Trek LTK                                | Lidl-Trek LTK |
| ------------- | -------------------------------------------- | ------------- |
| Num           | Coureuse                                     | Pos           |
| 41            | Elisa Longo Borghini (ITA) (route et chrono) | 3e            |
| 42            | Elynor Bäckstedt (GBR)                       | AB-4          |
| 43            | Brodie Chapman (AUS)                         | 11e           |
| 44            | Gaia Realini (ITA)                           | 7e            |
| 45            | Amanda Spratt (AUS)                          | 12e           |
| 46            | Felicity Wilson-Haffenden (AUS)              | HD-1          |

| Liv AlUla Jayco LAJ | Liv AlUla Jayco LAJ         | Liv AlUla Jayco LAJ |
| ------------------- | --------------------------- | ------------------- |
| Num                 | Coureuse                    | Pos                 |
| 51                  | Caroline Andersson (SWE)    | 25e                 |
| 52                  | Ingvild Gåskjenn (NOR)      | 19e                 |
| 53                  | Jeanne Korevaar (NED)       | 63e                 |
| 54                  | Amber Pate (AUS)            | 35e                 |
| 55                  | Quinty Ton (NED)            | 38e                 |
| 56                  | Urška Žigart (SLO) (chrono) | 9e                  |

| Roland CGS | Roland CGS                      | Roland CGS |
| ---------- | ------------------------------- | ---------- |
| Num        | Coureuse                        | Pos        |
| 61         | Anna Kiesenhofer (AUT) (chrono) | AB-3       |
| 64         | Elena Hartmann (SUI) (chrono)   | 26e        |
| 65         | Elena Pirrone (ITA)             | 32e        |
| 66         | Giorgia Vettorello (ITA)        | AB-4       |

| Team dsm-firmenich PostNL DFP | Team dsm-firmenich PostNL DFP | Team dsm-firmenich PostNL DFP |
| ----------------------------- | ----------------------------- | ----------------------------- |
| Num                           | Coureuse                      | Pos                           |
| 71                            | Juliette Labous (FRA)         | 5e                            |
| 72                            | Eleonora Ciabocco (ITA)       | 36e                           |
| 73                            | Francesca Barale (ITA)        | AB-3                          |
| 74                            | Églantine Rayer (FRA)         | 56e                           |
| 75                            | Becky Storrie (GBR)           | 41e                           |
| 76                            | Nienke Vinke (NED)            | 15e                           |

| Team Visma \| Lease a Bike TVL | Team Visma \| Lease a Bike TVL | Team Visma \| Lease a Bike TVL |
| ------------------------------ | ------------------------------ | ------------------------------ |
| Num                            | Coureuse                       | Pos                            |
| 81                             | Fem van Empel (NED)            | 24e                            |
| 82                             | Carlijn Achtereekte (NED)      | 53e                            |
| 83                             | Femke de Vries (NED)           | 13e                            |
| 84                             | Rosita Reijnhout (NED)         | 18e                            |
| 85                             | Margaux Vigié (FRA)            | AB-4                           |
| 86                             | Sophie von Berswordt (NED)     | 46e                            |

| UAE Team ADQ UAD | UAE Team ADQ UAD                | UAE Team ADQ UAD |
| ---------------- | ------------------------------- | ---------------- |
| Num              | Coureuse                        | Pos              |
| 92               | Mikayla Harvey (NZL)            | AB-3             |
| 93               | Elizabeth Holden (GBR) (chrono) | 50e              |
| 94               | Alena Ivanchenko (RUS)          | 37e              |
| 95               | Erica Magnaldi (ITA)            | 20e              |
| 96               | Dominika Włodarczyk (POL)       | AB-4             |

| Ara-Skip Capital ARA | Ara-Skip Capital ARA           | Ara-Skip Capital ARA |
| -------------------- | ------------------------------ | -------------------- |
| Num                  | Coureuse                       | Pos                  |
| 101                  | Lucie Fityus (AUS)             | HD-2                 |
| 102                  | Isabelle Carnes (AUS) (chrono) | AB-1                 |
| 103                  | Sophie Marr (AUS)              | AB-3                 |
| 104                  | Ella Simpson (AUS)             | 51e                  |
| 106                  | Rachael Wales (AUS)            | 65e                  |

| Bepink-Bongioanni BPK | Bepink-Bongioanni BPK       | Bepink-Bongioanni BPK |
| --------------------- | --------------------------- | --------------------- |
| Num                   | Coureuse                    | Pos                   |
| 111                   | Andrea Casagranda (ITA)     | 61e                   |
| 113                   | Angela Oro (ITA)            | HD-2                  |
| 114                   | Prisca Savi (ITA)           | HD-2                  |
| 115                   | Monica Trinca Colonel (ITA) | 16e                   |
| 116                   | Elisa Valtulini (ITA)       | 30e                   |

| Team BridgeLane TBL | Team BridgeLane TBL    | Team BridgeLane TBL |
| ------------------- | ---------------------- | ------------------- |
| Num                 | Coureuse               | Pos                 |
| 121                 | Talia Appleton (AUS)   | 62e                 |
| 122                 | Keely Bennett (AUS)    | HD-2                |
| 123                 | Haylee Fuller (AUS)    | AB-1                |
| 124                 | Lillee Pollock (AUS)   | HD-1                |
| 125                 | Matilda Raynolds (AUS) | HD-2                |
| 126                 | Gina Ricardo (AUS)     | 64e                 |

| EF Education-Cannondale EFC | EF Education-Cannondale EFC    | EF Education-Cannondale EFC |
| --------------------------- | ------------------------------ | --------------------------- |
| Num                         | Coureuse                       | Pos                         |
| 131                         | Noemi Rüegg (SUI)              | 34e                         |
| 133                         | Kim Cadzow (NZL)               | 8e                          |
| 134                         | Clara Emond (CAN)              | 27e                         |
| 135                         | Kristen Faulkner (USA) (route) | AB-3                        |
| 136                         | Nina Kessler (NED)             | 57e                         |

| St Michel-Mavic-Auber 93 AUB | St Michel-Mavic-Auber 93 AUB | St Michel-Mavic-Auber 93 AUB |
| ---------------------------- | ---------------------------- | ---------------------------- |
| Num                          | Coureuse                     | Pos                          |
| 141                          | Alison Avoine (FRA)          | HD-2                         |
| 142                          | Marion Bunel (FRA)           | 21e                          |
| 143                          | Camille Fahy (FRA)           | 52e                          |
| 144                          | Victorie Guilman (FRA)       | 33e                          |
| 145                          | Dilyxine Miermont (FRA)      | AB-3                         |
| 146                          | Elyne Roussel (FRA)          | HD-1                         |

| Tashkent City Women Professional Cycling Team TCW | Tashkent City Women Professional Cycling Team TCW | Tashkent City Women Professional Cycling Team TCW |
| ------------------------------------------------- | ------------------------------------------------- | ------------------------------------------------- |
| Num                                               | Coureuse                                          | Pos                                               |
| 151                                               | Olga Zabelinskaïa (UZB)                           | DQ-3                                              |
| 152                                               | Evgeniya Golotina (UZB)                           | HD-1                                              |
| 153                                               | Madina Kakhkhorova (UZB)                          | HD-1                                              |
| 154                                               | Nafosat Kozieva (UZB)                             | HD-1                                              |
| 155                                               | Margarita Misyurina (UZB)                         | HD-2                                              |
| 156                                               | Mohinabonu Elmurodova (UZB)                       | HD-2                                              |

| VolkerWessels VWT | VolkerWessels VWT           | VolkerWessels VWT |
| ----------------- | --------------------------- | ----------------- |
| Num               | Coureuse                    | Pos               |
| 161               | Valerie Demey (BEL)         | 58e               |
| 162               | Eline Jansen (NED)          | 31e               |
| 163               | Marieke Meert (BEL)         | 66e               |
| 164               | Sabrina Stultiens (NED)     | 43e               |
| 165               | Julia van Bokhoven (NED)    | HD-1              |
| 166               | Margot Vanpachtenbeke (BEL) | 49e               |

| Suisse SUI | Suisse SUI        | Suisse SUI |
| ---------- | ----------------- | ---------- |
| Num        | Coureuse          | Pos        |
| 171        | Jolanda Neff      | 44e        |
| 172        | Lea Fuchs         | HD-2       |
| 173        | Steffi Häberlin   | 22e        |
| 174        | Lorena Leu        | HD-1       |
| 175        | Jasmin Liechti    | 55e        |
| 176        | Larissa Tschenett | HD-2       |